# 普特利茨
普特利茨（德語：Putlitz, 發音：[ˈpʊtlɪts] ⓘ）是德国勃兰登堡州普里格尼茨县的城市，面积119.68平方千米，2023年12月31日人口为2,589人。